# Kri
Kri är ett austroasiatiskt språk med ungefär 250 talare som talas i Laos.
Kri har 18 långa vokaler, 12 korta vokaler och 3 diftonger.